# Spriggina
Spriggina es un género de animales extintos de hace unos 550 millones de años (período Ediacárico de la era Neoproterozoica) conocido por sus fósiles. Medía entre 3 y 5 cm, con aparente simetría bilateral, aunque no del todo, y tenía una especie de escudo cefálico con espinas genales. Su morfología recuerda a un trilobites. Por ahora se conocen dos especies.
Spriggina pudo ser un depredador y estar en la base de la explosión cámbrica.
Se desconoce la afinidad de Spriggina; se ha clasificado de diversas maneras como un gusano anélido, un rangeomorfo, una variante de Charniodiscus, un proarticulado, un artrópodo (quizá relacionado con los trilobites) o incluso un filo distinto ahora extinto. La falta de patas o extremidades segmentadas conocidas, unida a la presencia de reflexión deslizada en lugar de segmentos simétricos, sugiere que la clasificación como artrópodo es poco probable a pesar del cierto parecido superficial.